# Jarosław Górczyński
Jarosław Jacek Górczyński (ur. 9 lutego 1971 w Ostrowcu Świętokrzyskim) – polski samorządowiec i polityk, poseł na Sejm VII kadencji, w latach 2014–2024 prezydent Ostrowca Świętokrzyskiego.

## Życiorys
Kształcił się w Technikum Samochodowym w Ostrowcu Świętokrzyskim, uzyskał dyplom inżyniera w zakresie elektroenergetyki na uczelni technicznej Kandó Kálmán Műszaki Főiskola w Budapeszcie (1995) oraz magisterium na Politechnice Radomskiej (2009). Odbył też studia podyplomowe MBA. Pracował jako urzędnik samorządowy w Ostrowcu Świętokrzyskim na stanowiskach inspektora ds. inwestycji i kierownika referatu ds. realizacji strategii miasta.
Od 2002 do 2006 był przewodniczącym rady osiedla Ludwików. Jest współzałożycielem Stowarzyszenia Samorządowych Rad Osiedlowych i Gminnych. Dwukrotnie (w 2006 i w 2010) był wybierany do rady powiatu ostrowieckiego z ramienia Stowarzyszenia Twój Ostrowiecki Samorząd. Do 2014 wchodził w skład zarządu tej organizacji. Z funkcji radnego rezygnował w obu przypadkach w związku z powołaniem przez Jarosława Wilczyńskiego na stanowisko wiceprezydenta Ostrowca Świętokrzyskiego.
W wyborach parlamentarnych w 2011 uzyskał mandat poselski, startując jako kandydat bezpartyjny z 3. miejsca na liście Polskiego Stronnictwa Ludowego w okręgu kieleckim i otrzymując 4814 głosów. Do PSL wstąpił 21 kwietnia 2012.
W 2014 został wybrany (z własnego komitetu) na urząd prezydenta Ostrowca Świętokrzyskiego, wskutek czego jego mandat poselski wygasł. W 2018 z powodzeniem ubiegał się o reelekcję na stanowisko prezydenta miasta (jako bezpartyjny z poparciem PO, Nowoczesnej, PSL i SLD), wygrywając wybory w pierwszej turze. W maju 2021 został prawomocnie uniewinniony w sprawie związanej z przetargiem na wywóz odpadów komunalnych.
W marcu 2023 został zatrzymany przez funkcjonariuszy CBA pod zarzutem przyjęcia dwóch łapówek w łącznej kwocie 40 tys. zł. Sądy pierwszej i drugiej instancji nie uwzględniły wniosku prokuratora o zastosowanie wobec niego tymczasowego aresztowania. Prokurator zastosował natomiast wobec niego środki zapobiegawcze w postaci zawieszenia w wykonywaniu obowiązków służbowych, poręczenia majątkowego 200 tys. złotych oraz zakazu opuszczania kraju i dozoru policji. W maju 2023 został ponownie zatrzymany przez funkcjonariuszy CBA celem postawienia mu kolejnych zarzutów.
Nie kandydował w wyborach samorządowych w 2024.

## Odznaczenia i wyróżnienia
W 2009 otrzymał Srebrny Krzyż Zasługi. W 2022 wyróżniony przez „Newsweek Polska” zaliczeniem do 15 najlepszych prezydentów miast w Polsce w rankingu tego tygodnika.

## Życie prywatne
Syn Edwarda i Anny. Jest żonaty, ma córkę i syna.